# Silvia Cuminetti
Silvia Cuminetti (* 29. Januar 1985 in Bergamo) ist eine italienische Skibergsteigerin.
Mit dem Skibergsteigen fing sie 2001 an und nahm im selben Jahr auch an ihrem ersten Wettkampf teil, der „Gara in Val di Rezzalo“ in Bormio. Seit 2002 ist sie Mitglied der italienischen Nationalmannschaft im Skibergsteigen. Sie war bereits Europameisterin und Weltmeisterin.
2007 erreichte sie bei der Trofeo Mezzalama mit Tamara Lunger und Fabienne Chanoine den fünften Platz und konnte bei der Europameisterschaft unter den Nachwuchssportlerinnen (Espoirs) im Vertical Race den dritten und im Skibergsteigen den vierten Platz belegen. Im selben Jahr startete sie bei allen drei Einzelweltcups (Single, Team und Vertical Race) und belegte in der Nachwuchswertung Rang 3 und in der Gesamtwertung Platz 8. Bei der Weltmeisterschaft im Skibergsteigen 2008 erreichte sie im Team mit Tamara Lunger Platz 9.
Cuminetti ist Mitglied in der CAMOSCI - Gruppo Alpinisti Bergamaschi.